# Disgusting Food Museum
Il Disgusting Food Museum è un museo di Malmö, in Svezia, in cui sono esposti numerosi alimenti giudicati da molti disgustosi.

## Storia
Il Disgusting Food Museum venne fondato nel 2018 da Andreas Ahrens e Samuel West, psicologo californiano trapiantato in Svezia che, un anno prima, aveva inaugurato a Helsingborg il Museo del fallimento, dedicato a diversi insuccessi aziendali (l'idea gli venne dopo aver visitato il Museo delle relazioni interrotte di Zagabria). Il successo internazionale che riscosse il Museo del fallimento, così come un articolo sul consumo degli insetti, convinsero West a inaugurare, questa volta nella cittadina svedese di Malmö, una nuova galleria dedicata a decine di alimenti controversi provenienti da tutto il mondo. Secondo quanto dichiarò il direttore del museo e proprietario Andreas Ahrens, il Disgusting Food Museum «sollecita le persone, le spinge a rimettere in discussione il loro concetto di commestibile, invita i visitatori a rivedere l'idea di disgustoso; sono piccoli passi per aprirsi, un domani, a cibi che siano anche più sostenibili».
Tra i cibi esposti figurano il surströmming svedese, l'hákarl islandese, il casu marzu sardo e i porcellini d'India arrosto peruviani.
Il Disgusting Food Museum gode oggi di una certa fama come confermano i numerosi articoli ad esso dedicati ed è una nota meta turistica. Ne sono state inaugurate due sedi parallele a Bordeaux e Berlino.